# 拉斐尔·霍夫雷萨
拉斐尔·霍夫雷萨（西班牙語：Rafael Jofresa，1966年9月2日—），西班牙前男子篮球运动员，司职控球后卫。他曾代表西班牙参加1990年和1994年国际篮联世界锦标赛。

## 家庭
弟弟托马斯·霍夫雷萨。